# John Landis

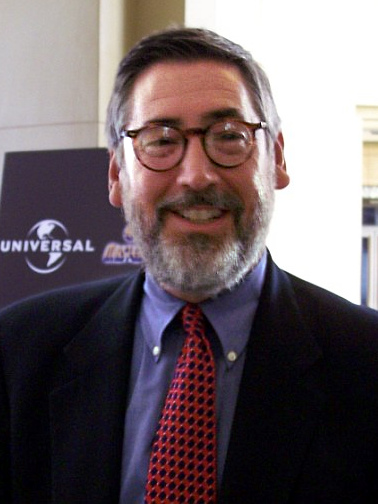
John Landis im August 2005

John David Landis (* 3. August 1950 in Chicago, Illinois) ist ein US-amerikanischer Filmregisseur, Drehbuchautor und Produzent. Seine größten Erfolge feierte er im Komödiengenre während der 1980er-Jahre, zu seinen bekanntesten Filmen zählen Blues Brothers, American Werewolf, Die Glücksritter und Der Prinz aus Zamunda.

## Leben
John Landis wurde in einer jüdischen Familie in Chicago geboren. Zunächst brach Landis die High School ab und fand anschließend eine Anstellung als Botenjunge bei 20th Century Fox. Im Alter von 18 Jahren ging er nach Europa und arbeitete kurzzeitig als Stuntman in einigen italienischen Western, unter anderem in Sergio Leones Spiel mir das Lied vom Tod von 1968. 1973 spielte er seine erste Filmrolle in Die Schlacht um den Planet der Affen. Seinen ersten Film als Regisseur und Drehbuchautor drehte er 1973: Schlock, das Bananenmonster. Mit diesem Film zeigte er seine Begabung für überschäumende Komik und fantastische Elemente. Zu Beginn der 1980er Jahre hatte er seinen größten kommerziellen Erfolg, als er mit Blues Brothers und American Werewolf zwei Kultfilme erschuf. Bei diesen Filmen führte er Regie und schrieb jeweils das Drehbuch. In den meisten seiner Filme spielte er zudem kleine Nebenrollen. Bekannt wurde er auch als Regisseur und Produzent, beispielsweise für den Videoclip Thriller von Michael Jackson.
1982 kam es am letzten Tag der Dreharbeiten zu der von Landis inszenierten Episode von Unheimliche Schattenlichter zu einem schweren Unfall, bei dem der Hauptdarsteller Vic Morrow und zwei Kinder durch einen abstürzenden Hubschrauber getötet wurden. Landis und seine Crew mussten sich vor Gericht verantworten, wurden allerdings vom Vorwurf der fahrlässigen Tötung freigesprochen. Die Familien der verunglückten Kinder erhielten von der Produktionsfirma Warner Brothers eine Entschädigung in Millionenhöhe. Bereits einige Jahre vor der Auszahlung hatten sich Vic Morrows Töchter Carrie Morrow und Jennifer Jason Leigh mit Warner auf eine Entschädigungssumme in nicht bekannter Höhe geeinigt.
Landis’ letzter Film in den 1980er Jahren war die Komödie Der Prinz aus Zamunda mit Eddie Murphy in der Hauptrolle. In den 1990er Jahren drehte er weitere Filme, wurde allerdings für Beverly Hills Cop III, Oscar – Vom Regen in die Traufe und The Stupid dreimal für den Razzie Award für den schlechtesten Regisseur des Jahres nominiert. Er verwirklichte 1998 mit Blues Brothers 2000 sein Wunschprojekt, eine Fortsetzung seines Kultfilmes, die allerdings weniger erfolgreich war. Im selben Jahr war er als Executive Producer führend an der Entstehung der Fernsehserie Die verlorene Welt beteiligt.
Nach einer Reihe von Flops in den 1990er-Jahren war Landis in Hollywood nicht mehr gefragt wie zuvor. Im Jahr 2010 kehrte er nach zwölf Jahren auf den Regiestuhl zurück und drehte mit Simon Pegg, Andy Serkis, Isla Fisher und Tim Curry die Schwarze Komödie Burke & Hare.
Landis wurde 2008 in die Wettbewerbsjury der 65. Filmfestspiele von Venedig unter dem Vorsitz des deutschen Regisseurs Wim Wenders berufen.
Er ist seit dem Jahr 1980 mit der Kostümbildnerin Deborah Nadoolman verheiratet. Ihr Sohn Max Landis (* 1985) ist Drehbuchautor und Regisseur. Die gemeinsame Tochter Rachel ist nicht im Filmgeschäft tätig.

## Filmografie (Auswahl)
Regisseur

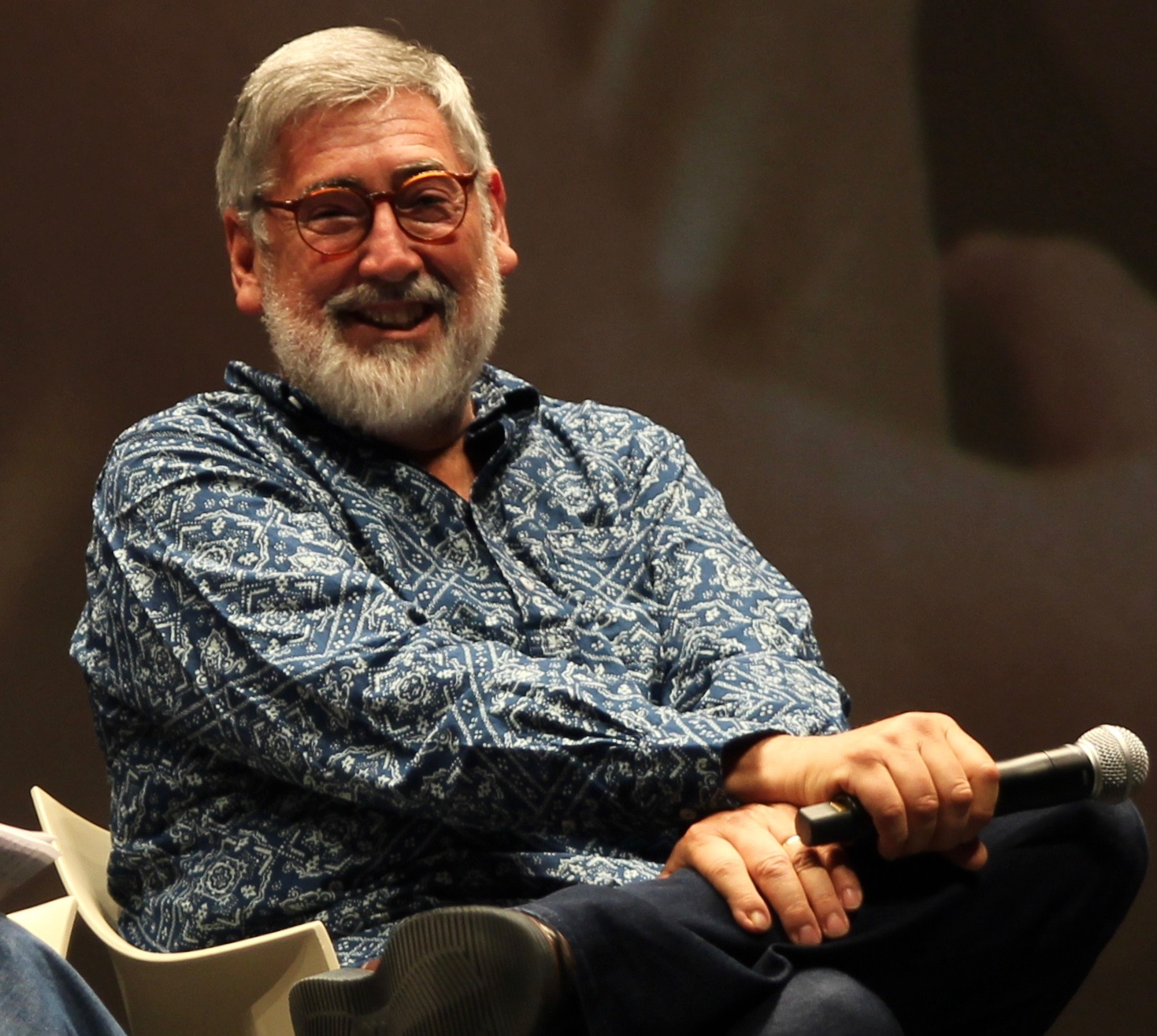
John Landis (2022)

- 1973: Schlock – Das Bananenmonster (Schlock)
- 1977: Kentucky Fried Movie (The Kentucky Fried Movie)
- 1978: Ich glaub’, mich tritt ein Pferd (National Lampoon’s Animal House)
- 1980: Blues Brothers (The Blues Brothers)
- 1981: American Werewolf (An American Werewolf In London)
- 1983: Unheimliche Schattenlichter (Twilight Zone: The Movie)
- 1983: Die Glücksritter (Trading Places)
- 1983: Thriller (Musikvideo)
- 1985: Kopfüber in die Nacht (Into the Night)
- 1985: Spione wie wir (Spies Like Us)
- 1986: ¡Drei Amigos! (¡Three Amigos!)
- 1987: Amazonen auf dem Mond oder Warum die Amis den Kanal voll haben (Amazon Women on the Moon)
- 1988: Der Prinz aus Zamunda (Coming to America)
- 1991: Oscar – Vom Regen in die Traufe (Oscar)
- 1991: Black or White (Musikvideo)
- 1992: Bloody Marie – Eine Frau mit Biß (Innocent Blood)
- 1994: Beverly Hills Cop III
- 1998: Susan’s Plan
- 1998: Blues Brothers 2000
- 2010: Burke & Hare

Produzent
- 1983: Thriller (Musikvideo)
- 1987: Amazonen auf dem Mond oder Warum die Amis den Kanal voll haben (Amazon Women on the Moon)
- 1998: Susan’s Plan
- 1998: Blues Brothers 2000

Drehbuchautor
- 1980: Blues Brothers (The Blues Brothers)
- 1981: American Werewolf (An American Werewolf In London)
- 1983: Thriller (Musikvideo)
- 1998: Blues Brothers 2000

Schauspieler
- 1973: Schlock – Das Bananenmonster (Schlock)
- 1980: Blues Brothers (Als Trooper La Fong)
- 1982: Eating Raoul (Eating Raoul)
- 1985: Kopfüber in die Nacht (Into the Night)
- 1996: Vampirella (Cameo)
- 2004: Edgar G. Ulmer – Der Mann im Off (Dokumentarfilm, als Mitwirkender)

## Auszeichnungen (Auswahl)
- 2021: Ehrenleopard (Pardo d’onore Manor) des Locarno Film Festivals[5]